# Костел Святого Антонія (Львів)
Косте́л Свято́го Анто́нія Падуа́нського — римо-католицький храм у Львові на вулиці Личаківській, 49а. Пам'ятка барокової архітектури (охоронний номер 372).

## Історія
Землю під будівництво у місцевості під назвою «Суха воля» надано магістратом 23 червня 1617 року. Дозвіл передбачав будівництво лише дерев'яного костелу і монастиря. Документ був затверджений королем Сигізмундом III Вазою. Спорудження тривало протягом 1618—1630 років. Восени 1648 року будівлі повністю згоріли під час облоги Львова військами Богдана Хмельницького. 1652 року знову сталась пожежа у храмі, який лише будувався. 1669 року розпочато будівництво храму з тесаного каменю на кошти Костянтина-Криштофа Корибута Вишневецького. Ймовірним автором проекту міг бути хтось із родини Фонтана, що мешкали в той час у Кракові. Будівництво велось довго, друга його фаза почалась у 1718 році на кошти каштеляна краківського, князя Януша Антонія з роду Вишневецьких. 1739 року суфраган Самуель Ґловінський освятив храм. Оздоблювальні роботи тривали. 1765 року реконструйований Франциском Кульчицьким, добудовано також бароковий фронтон із вазами за проектом Петра Полейовського. На момент зайняття Львова австрійськими військами у монастирі налічувались чотири священики і два монахи. Внаслідок реформ Йосифа II, у 1786 році костел став парафіяльним, замість костелу Петра і Павла, котрий було віддано греко-католикам. У 1818 році архітектором Йозефом Марклем споруджено дзвіницю для трьох дзвонів, а 1830 року костел оточено муром, в котрий вбудовано і дзвіницю. Стінопис храму і деяких приміщень монастиря виконано 1854 року. 1861 року будівлю вкрито новим дахом, який 1878 року знову відремонтовано. 1893 почато перебудову та реставрацію. 1898 року добудовано передсінок, 1901 — відреставровано сходи, балюстраду і статую Матері Божої, під нею встановлено газовий ліхтар (частково збережений). 1902 року добудовано каплицю Розп'ятого Христа, а 1904 — св. Варвари і св. Йосипа. У радянський час костел не було закрито, він був одним з двох діючих у Львові римо-католицьких храмів. 1950 року у парохії забрано будинок плебанії (вул. Личаківська 49), у якому пізніше відкрили львівську державну музичну школу №4. 
Після проголошення незалежності України до храму повернулись францисканці, а 14 квітня 1995 року офіційно переданий під їхню опіку. У 2017 році, після тривалих судових засідань, багатьох звернень до різних інстанцій, приміщення плебанії повернули релігійній громаді, а під будівництво нового приміщення музичної школи Львівська міська рада виділила земельну ділянку по вул. Личаківській, 105.

## Архітектура

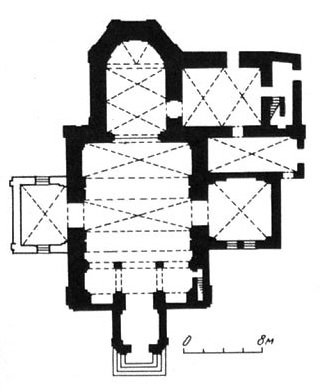
План костелу

Костел розташований на підвищеній підмурованій ділянці, на куті утвореному вулицями Садовського, Солодовою і Личаківською, зорієнтований на осі південь-північ. Головний фасад з південної сторони, звернений до вулиці Личаківської. Храм мурований з каменю та цегли, ззовні і зсередини отинькований. Фундаменти і високий цоколь із тесаного каменю.
У плані храм прямокутний, однонавовий. Вхід влаштований через передсіння. З обидвох боків до нави прибудовано каплиці (каплиця Розп'ятого Христа і каплиця св. Варвари і св. Йосифа). Зі сходу до презбітерію прибудоване захристя. Входи до каплиць влаштовані посередині бічних стін нави, до захристя веде вхід із презбітерію. Нава трипряслова, під першим пряслом — емпора, оперта на два стовпи. Під емпорою влаштовано нартекс. Сходи, що ведуть на емпору, влаштовані у товщі східної стіни (вхід знаходиться у нартексі). Презбітерій двопрясловий, замкнутий тригранною абсидою. Дах над навою двоспадовий мідний, увінчаний сигнатуркою. Дах над презбітерієм двоспадовий, що переходить у гранчастий над абсидою. У люнетах, утворених склепіннями презбітерія влаштовано 7 прямокутних вікон. Ще по три вікна знаходяться з обидвох боків у наві. Одне вікно розміщене на другому ярусі фасаду.
Фасад одноярусний, з прибудованим передсінком. З двох сторін фланкований пілястрами, оздоблений розбудованим карнизом. Увінчаний фронтоном із волютами, оздоблений декоративними вазами. На фронтоні ніша з кам'яною балюстрадою, із фресковим зображенням св. Антонія. Портал оздоблений іонічними пілястрами, увінчаний навершям з волютами. Подібним чином оформлені фасади каплиць.

## Хронологія будівництва
До кінця століття було зведено лише фундаменти і, можливо, вівтарну частину храму. Роботи поновлено 1718 року. 1755 року збудовано сходи зі скульптурою Непорочного Зачаття Діви Марії. Зліва від входу знаходиться друга скульптура — св. Антонія Падуанського. Обидві роботи приписуються скульптору Себастьяну Фесінґеру, раніше Тадеуш Маньковський припускав, що автором статуї міг бути Фабіан Фесінґер. Розписи інтер'єру каплиць виконав Тадеуш Пельчарський.

## Оснащення
У храмі збереглось 5 пізньобарокових вівтарів виготовлених приблизно у 1740-х роках.
Головний вівтар одноярусний із навершям, дерев'яний, помальований у блідо-зелений колір із позолотою. Центральна ікона зображує св. Антонія Падуанського і св. Антонія Пустельника. При вході до презбітерію з обох боків встановлені два вівтарі, що мають однакову структуру. Також помальовані у блідо-зелений колір, позолочені. В центральному полі одного з вівтарів уміщено скульптурне зображення Найсвятішого Серця Ісусового, в другому вівтарі — Матір Божа з Лурду. Зправа у наві дерев'яний амвон другої половини XVIII ст. У притворі розміщено дві дерев'яні пізньобарокові сповідальниці. У бічній каплиці Розп'ятого Христа знаходиться вівтар XVIII ст, в центральному полі якого уміщено розп'яття, зі зруйнованого Костелу Святого Хреста. У бічній каплиці св. Варвари і св. Йосифа стоїть вівтар, помальований у білий і кремовий кольори, із образом св. Варвари у центральному полі.
На хорах знаходиться двосекційний орга́н, виготовлений 1937 року у Пьотркуві-Трибунальському фірмою «Станіслав Крючковський і син». Це наймолодший з органів Львова. В інструмента типово виражений романтичний характер із додаванням камерних голосів. Присутні голоси флейтові і струнні, регістри «Vox humana» («людський голос») та «Amabilis» («лагідний»). Орган має два мануала, педаль, пневматичну трактуру, 17 регістрів, копуляцію, тремоло. Із XIX століття походять відомості про попередній також двосекційний орган. Зовні був оформлений у необароковому стилі, поліхромований, частково золочений.
До Першої світової війни костел мав три дзвони. Найбільший (діаметром 79 см) було відлито 1701 року. Ще один дзвін (діаметром 54 см і вагою 72 кг) 1747 року. Третій із дзвонів мав діаметр 40,5 см й вагу 35 кг. У цей час в костелі використовується тільки один дзвін (діаметр близько 60 см).

## Світлини

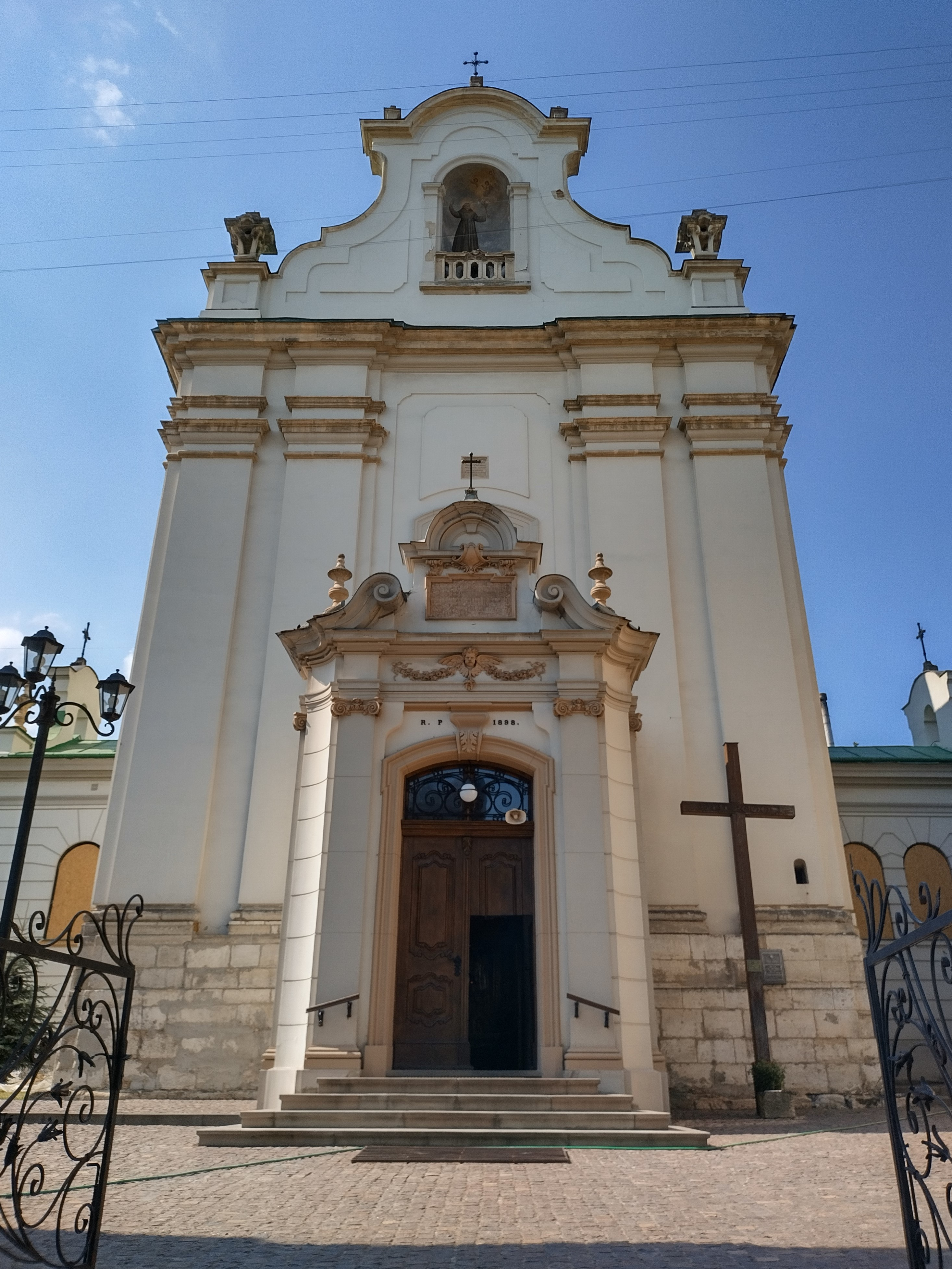
Портал костелу
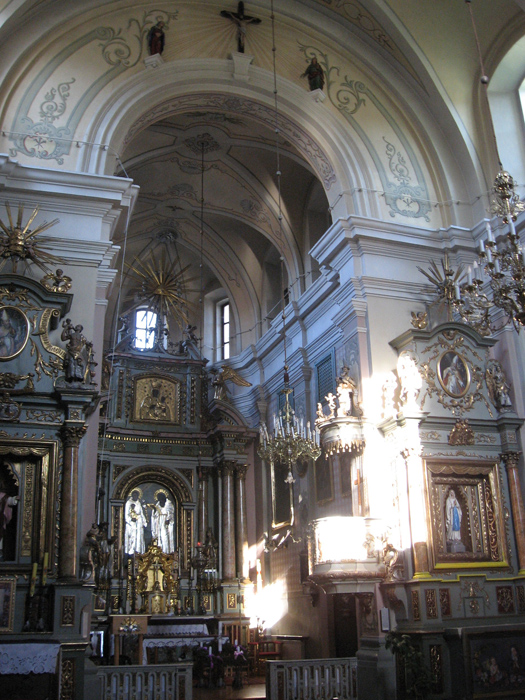
Інтер'єр храму
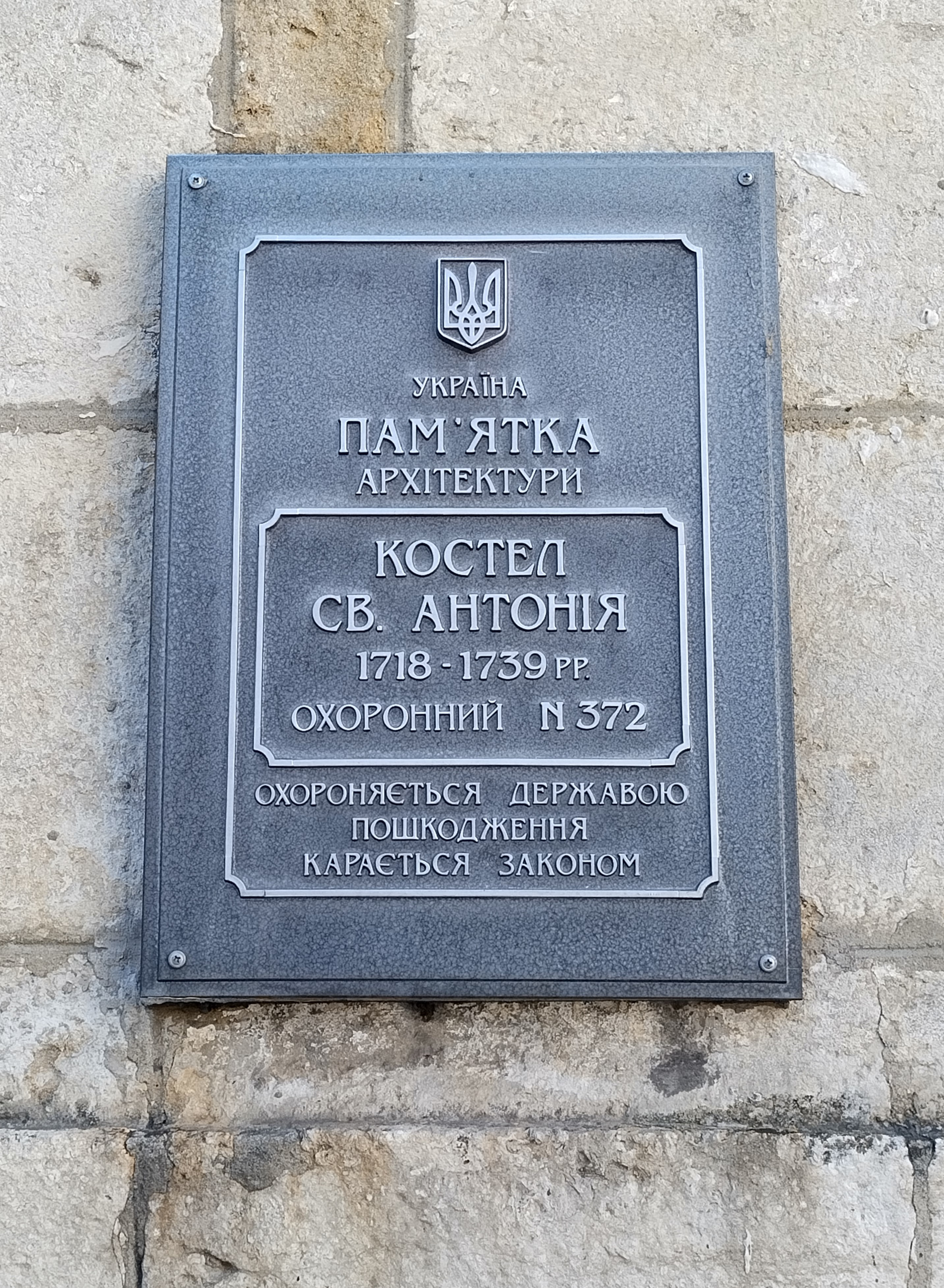
Охоронний знак на фасаді